# Eddie Harris

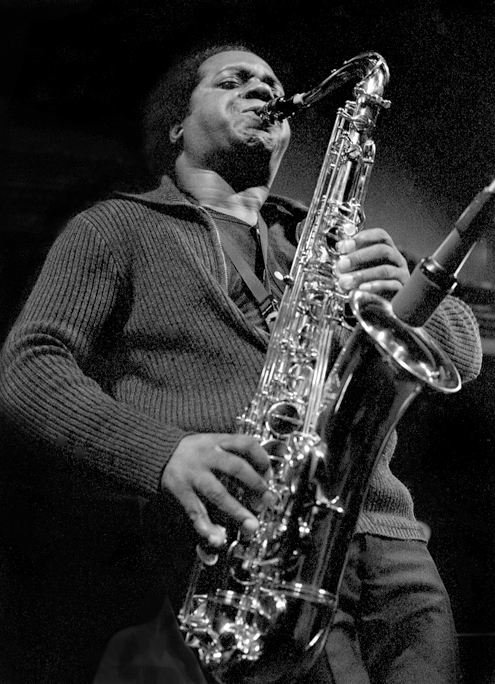
Eddie Harris (1980)

Eddie Harris (* 20. Oktober 1934 in Chicago, Illinois; † 5. November 1996 in Los Angeles) war ein US-amerikanischer Jazzmusiker (Tenorsaxophon, auch Klavier, Gesang, weitere Instrumente, Komposition). Obwohl er der erste Jazzmusiker war, der für eine Auskopplung aus seinem Album Exodus to Jazz eine Goldene Schallplatte erhielt, wurden seine Einbeziehung verschiedener Musikrichtungen in den Jazz und komödiantische Momente in seinen Auftritten von vielen Jazzkritikern als Anlass genommen, ihn nicht als ernstzunehmenden Jazzmusiker anzusehen. Seine Komposition Freedom Jazz Dance entwickelte sich Ende der 1960er Jahre zum Jazzstandard.

## Leben und Wirken
Harris wuchs in Chicago auf und wie andere erfolgreiche Chicagomusiker, darunter Nat King Cole, Dinah Washington, Clifford Jordan, Johnny Griffin, Gene Ammons, Julian Priester und Bo Diddley, studierte er Musik bei Walter Dyett auf der DuSable High School. Später studierte er Musik am Roosevelt College; zu dieser Zeit spielte er bereits erfolgreich Klavier, Vibraphon und Tenorsaxophon. In diese Zeit fallen auch erste professionelle Auftritte mit Gene Ammons. Nach dem Besuch des Colleges wurde er in die US Army einberufen. Während seiner Dienstzeit in Europa spielte er in der 7th Army Band, wo auch Don Ellis, Leo Wright und Cedar Walton spielten.
Ende der 1960er-Jahre experimentierte Harris, der als einer der Wegbereiter der Fusion-Musik gelten kann, mit einem elektrifizierten Saxophon (LPs The Electrifying Eddie Harris und Plug me in). Außerdem entwickelte er die sogenannte reed trombone und die reed trumpet, indem er bei jenen die Blechblasmundstücke durch Saxophonmundstücke austauschte. (Damit das Mundstück passt, muss man das Blechblasinstrument vorher korken lassen, das heißt, es erhält einen Korkrand.) Dadurch konnte Harris seine außergewöhnlich sichere Überblas-Technik in den Clarin-Bereich des Tenorsaxophons auf die Naturtöne der Blechblasinstrumente anwenden, zum Beispiel bei Carnival auf I Need Some Money (1975). Daneben stellte er Versuche an, das Saxophon mit Fagottmundstücken zu spielen. Mit dem Hit Compared to What gilt die Liveaufnahme Swiss Movement mit Les McCann beim Montreux Jazz Festival am 21. Juni 1969 als eine der besten Jazz/Funk-LPs der 1960er Jahre. Bekannt wurde Harris weiterhin durch seinen von afrikanischen Gesangstechniken inspirierten jodelähnlichen Scat-Gesang.
Ein früher Ausflug in den Jazzrock mit Musikern der Gruppe Yes, sowie mit Albert Lee, Jeff Beck und Steve Winwood verlief künstlerisch wie kommerziell nicht erfolgreich. Über seine relativ geringe Bekanntheit beim breiten Publikum mokiert er sich in dem Titel Eddie Who? (gleichnamige CD, Timeless).
Eddie Harris arbeitete im Laufe seiner Karriere mit einer Vielzahl von bekannten Jazz- und Rockmusikern zusammen, unter anderen mit John Scofield (Hand Jive).
Harris starb am 5. November 1996 in Los Angeles an Herzinsuffizienz.

## Diskografie

### Alben
| Jahr | Titel Musiklabel                        | Höchstplatzierung, Gesamtwochen, AuszeichnungChartsChartplatzierungen (Jahr, Titel, Musiklabel, Platzierungen, Wochen, Auszeichnungen, Anmerkungen) | Anmerkungen                                                                                               |
| Jahr | Titel Musiklabel                        | US | Anmerkungen                                                                                               |
| ---- | --------------------------------------- | --- | --- |
| 1961 | Exodus to Jazz Vee-Jay                  | US2 (37 Wo.)US | Re-Release Carli Records, 1987                                                                            |
| 1968 | The Electrifiying Eddie Harris Atlantic | US36 (41 Wo.)US | |
| 1968 | Plug Me In Atlantic                     | US120 (16 Wo.)US | |
| 1969 | Silver Cycles                           | US199 (2 Wo.)US | |
| 1969 | High Voltage                            | US122 (9 Wo.)US | |
| 1969 | Swiss Movement                          | US29 Gold · (38 Wo.)US | mit Les McCann                                                                                            |
| 1970 | The Best Of Eddie Harris                | US191 (3 Wo.)US | |
| 1971 | Second Movement                         | US41 (27 Wo.)US | |
| 1971 | Eddie Harris Live At Newport            | US164 (10 Wo.)US | |
| 1972 | Instant Death Atlantic                  | US185 (7 Wo.)US | |
| 1973 | E.H. in the U.K. / Is It In             | US150 (11 Wo.)US | mit Albert Lee, Jeff Beck, Steve Winwood, Chris Squire, Alan White, Tony Kaye, Rufus Reid, Ronald Muldrow |
| 1974 | Is It In                                | US100 (11 Wo.)US | |
| 1975 | I Need Some Money                       | US125 (9 Wo.)US | mit Ronald Muldrow                                                                                        |
| 1975 | Bad Luck Is All I Have Atlantic Records | US133 (6 Wo.)US | |

Weitere Alben
- A Study in Jazz
- Breakfeast for Tiffanys
- 1963: Eddie Harris Bossa Nova
- 1965: The In Sound (Atlantic Records)
- 1970: Come on Down (Atlantic Records)
- The Reason Why I’m Talking S--t
- 1976. That is why you’re overweight (Atlantic Records)
- 1979: I’m Tired of Driving
- 1982: The Real Electrifying (Mutt & JeffRecording Corp.)
- 1986: eddie who? (Timeless Records, mit Ralphe Armstrong & Sherman Ferguson)
- 1987: People Get Funny (Timeless Records)
- 1989: Live in Berlin (Timeless Records)
- 1990: Live at the Moonwalker (Moonwalker Label)[5]
- 1990: There Was a Time (Echo of Harlem)
- 1993: Listen Here
- 1994: The Battle of the Tenors (mit Wendell Harrison)
- 1997: The Last Concert (mit der WDR Big Band Köln)

### Singles
| Jahr | Titel Album        | Höchstplatzierung, Gesamtwochen, AuszeichnungChartsChartplatzierungen (Jahr, Titel, Album, Platzierungen, Wochen, Auszeichnungen, Anmerkungen) | Anmerkungen |
| Jahr | Titel Album        | US | Anmerkungen |
| ---- | ------------------ | --- | ----------- |
| 1961 | Exodus –           | US36 (11 Wo.)US |             |
| 1968 | Listen Here –      | US45 (13 Wo.)US |             |
| 1968 | It’s Crazy –       | US88 (2 Wo.)US |             |
| 1970 | Compared To What – | US85 (4 Wo.)US |             |